# Tiergarten Eisenberg
Koordinaten: 50° 58′ 0″ N, 11° 54′ 40″ O
Der Tiergarten Eisenberg ist ein Tierpark in Eisenberg in Thüringen.
Das 2,5 Hektar große Gelände beherbergt ca. 720 Tiere 44 verschiedener Arten. Der Tiergarten zeigt kleine Haustierrassen, Wildtiere aus Australien und aus afrikanischen Gebirgsgegenden sowie einheimische Waldbewohner. Der Tiergarten Eisenberg ist Mitglied der Deutschen Tierparkgesellschaft.

## Geschichte
Der Tiergarten Eisenberg wurde 1971 eingeweiht. Er entstand auf dem Gelände des ehemaligen Geyers Garten. Diese ursprüngliche Anlage erhielt ihren Namen durch den Pianoteilehändler Felix Geyer. Als Verehrer der Wissenschaften und Künste ließ er sein Grundstück zu einem Garten mit seltenen Gehölzen, Grotten, verschlungenen Wegen und einer künstlichen Burgruine umgestalten. Nach der Einweihung am 20. Juni 1895 war der Garten sonntags für jedermann geöffnet. Von 1914 an blieb der Park für die Öffentlichkeit geschlossen. Erst Mitte der 1960er Jahre wurde ein Teil des Geländes für die Arbeitsgemeinschaft Junge Naturforscher genutzt. Im Jahr 1969 bildete sich eine Arbeitsgruppe aus zehn Personen, die es sich zum Ziel machte, das Gelände zum Tiergarten umzugestalten. Nach zwei Jahren Arbeit wurde der Tierpark im Oktober 1971 eröffnet.

## Veranstaltungen und Attraktionen
An jedem Ostersonntag versteckt der Osterhase für alle Tiergartenbesucher die Ostereier. Höhepunkt der Saison ist das zweitägige Tiergartenfest im August.
Ein besonderer Anziehungspunkt für Kinder ist der begehbare Bauernhof der Zwerge, wo das Füttern und Streicheln der Tiere ausdrücklich erlaubt ist.

## Freunde und Förderer des Tiergartens Eisenberg e.V.

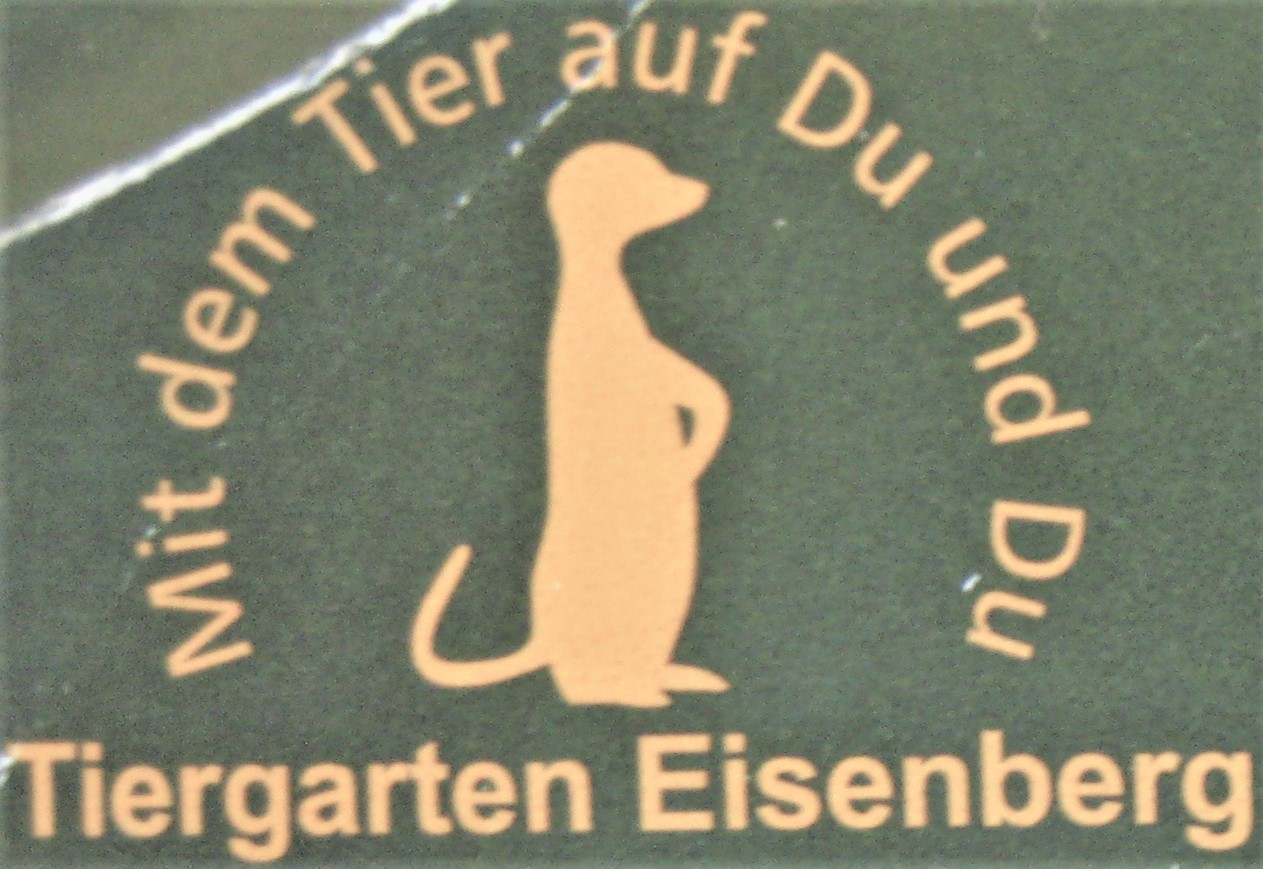
Tiergartenmotto

Der Verein hat sich die ideelle und materielle Unterstützung des Tiergartens Eisenberg zur Aufgabe gemacht, insbesondere die Unterhaltung und Pflege seiner Anlagen und Einrichtungen sowie deren Ausbau. Er betreibt Aufklärung der Bevölkerung über Natur-, Tier- und Artenschutz.

## Künstliche Burgruine

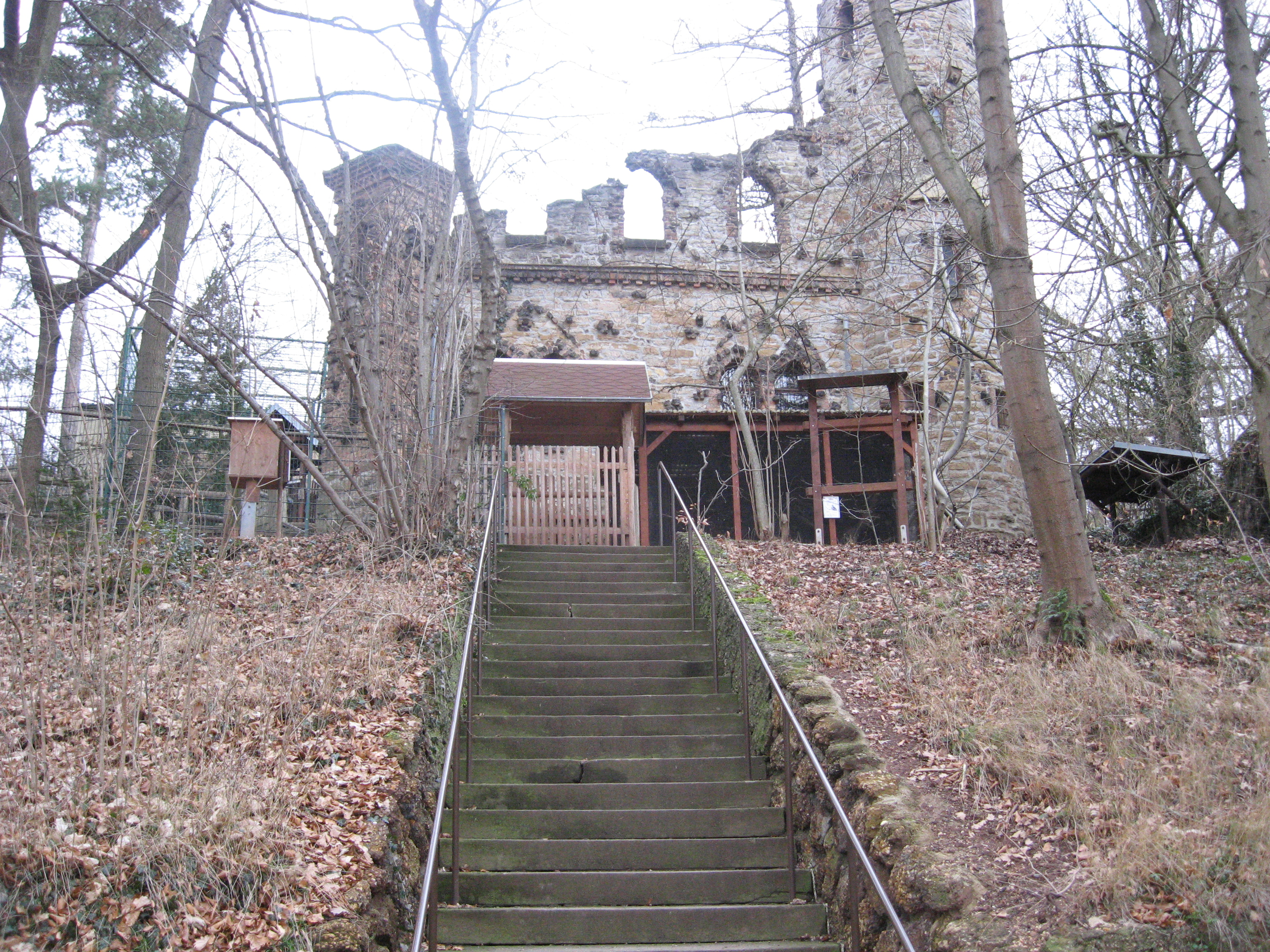
Künstliche Burgruine von 1895. (2022)
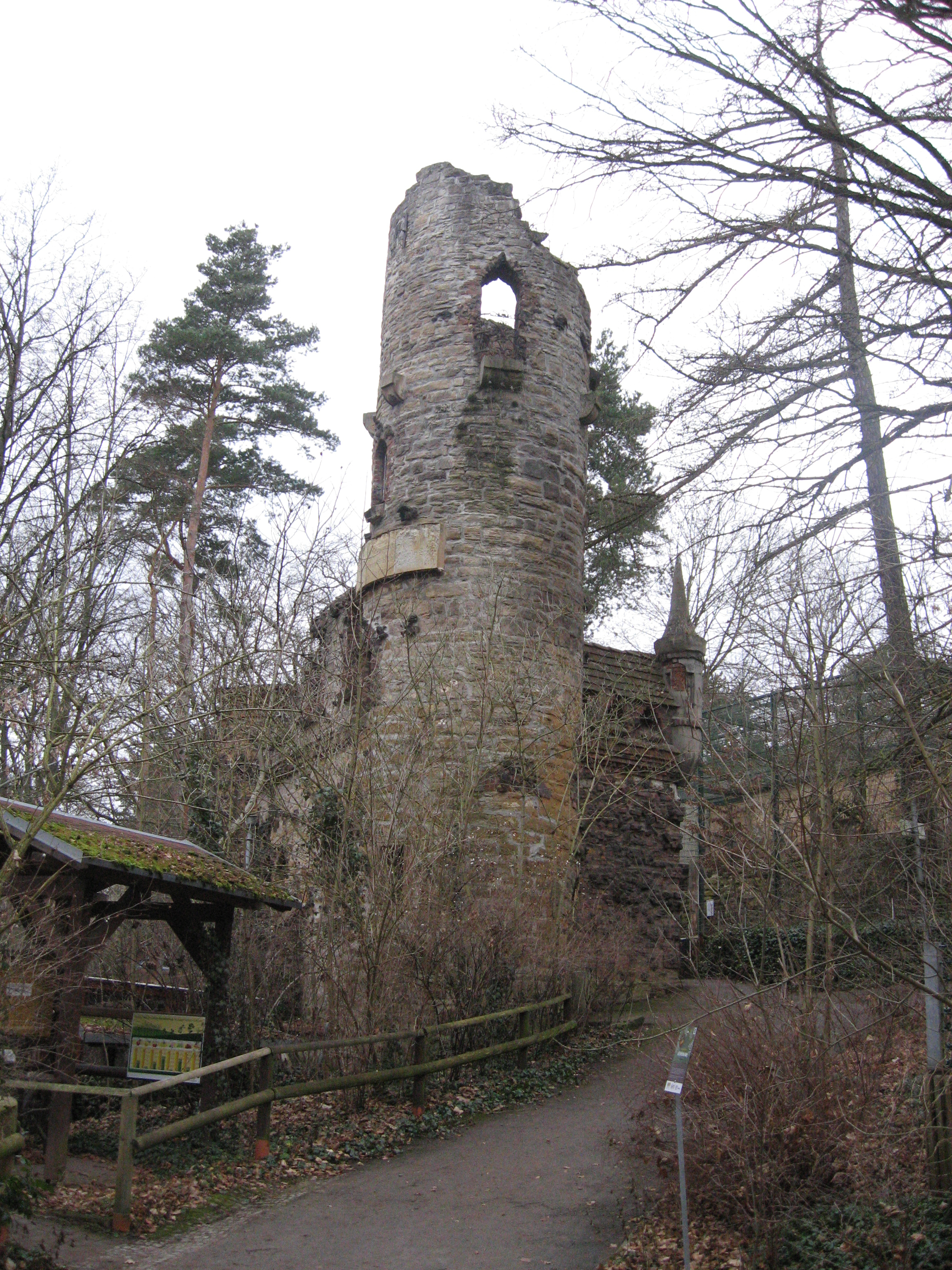
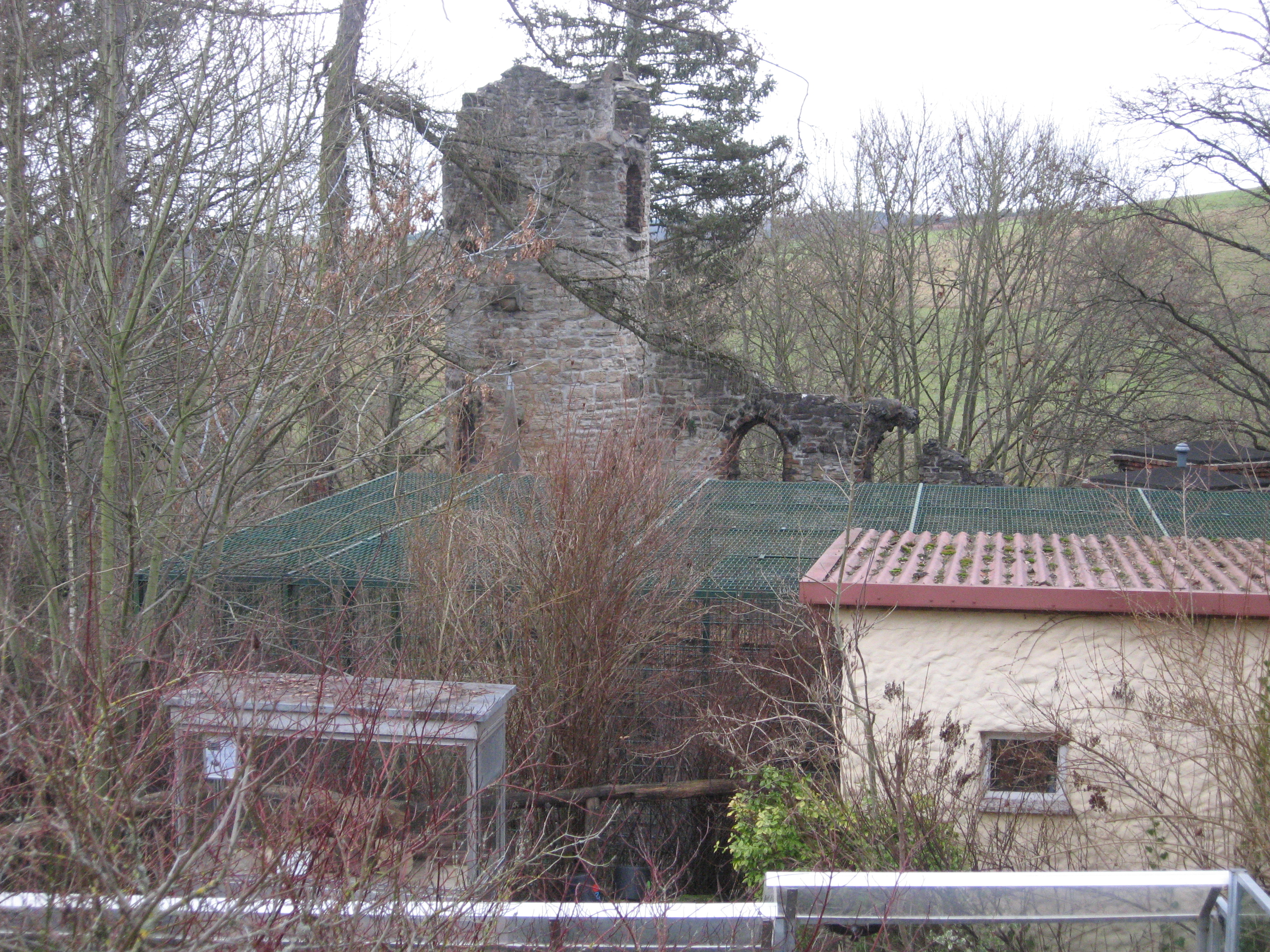
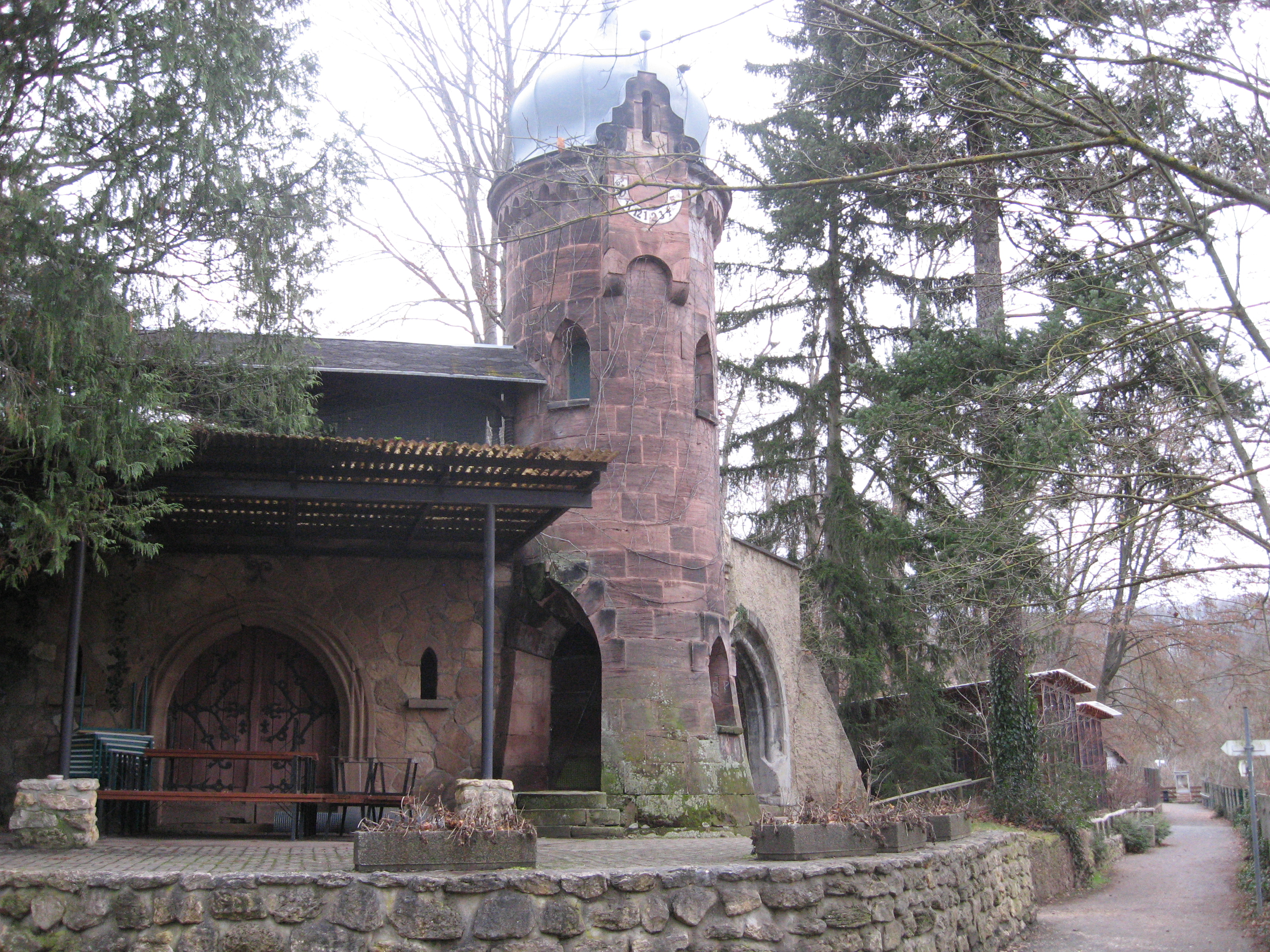
Weiteres Bauwerk des Historismus